# 대평동도서관
대평동도서관은 세종특별자치시에 있는 시립 도서관이다.

## 연혁
- 2018년 1월 : 대평동 도서관 설치 공사
- 2018년 3월 : 대평동 도서관 개관
- 2022년 9월 : 대평동 도서관 환경개선 공사(유아자료실, 어린이자료실, 열람실)

## 조직

### 시설 안내
- 지하1층: 지하주차장, 기계실, 전기실
- 4층 : 종합자료실, 어린이자료실, 디지털자료실, 일반열람실, 나눔서재, 관람석, 방송실, 사무실, 보존서고